# ان‌پی‌او اوریون
ان‌پی‌او اوریون (روسی: НПО «Орион») شرکت هوافضای روس است، که در سال ۱۹۴۶ تأسیس شد.